# Річка Уоє
«Річка Уоє» (англ. Woyie River) — дев'ятий за величиною алмаз у світі (після "Куллінана, алмазу «Наше світло» масою 1111 каратів, знайденого в 2015 році, Ексельсіора, «Зірки С'єрра-Леоне», «Великого Могола» та ін.). Цей коштовний камінь носив назву «Алмаз Перемоги», тому що був знайдений в Західній Африці в 1945 році — в рік перемоги над фашистською Німеччиною. Алмаз знайшли поблизу однойменної водойми поруч з містом Сефаду в Сьєрра-Леоне.
Первинна маса алмазу «Річка Уоє» складала 770 каратів. Він був розколотий на кілька частин, і з них було створено 30 діамантів, маса найбільшого з них складає 31,35 карат.
Доля виготовлених дорогоцінних виробів досі невідома. Власники зберігають таємницю, тому зараз ніхто не знає, як вони виглядали. Їх описів і фотографій немає навіть у спеціалізованих ювелірних виданнях.